# Taeniophora dentipes
Taeniophora dentipes är en insektsart som beskrevs av Carl Stål 1873. Taeniophora dentipes ingår i släktet Taeniophora och familjen Romaleidae. Inga underarter finns listade i Catalogue of Life.